# Pyrausta postaperta
Pyrausta postaperta là một loài bướm đêm trong họ Crambidae.